# Yuki Muto
Yuki Muto (武藤 雄樹, Muto Yuki) est un footballeur international japonais né le 7 novembre 1988 à Zama. Il évolue au poste d’attaquant.

## Biographie
Yuki Muto commence sa carrière professionnelle au Vegalta Sendai. Lors de l'année 2013, il participe à la Ligue des champions de l'AFC avec ce club.

## Palmarès
- Vice-champion du Japon en 2012 avec le Vegalta Sendai
- Vainqueur de la Ligue des champions de l'AFC 2017